# デレケイ
デレケイ・キュレゲン（モンゴル語: Derekei Küregen,中国語: 帖里干,? - ?）は、13世紀にモンゴル帝国に仕えたイキレス部族長。チンギス・カンに仕えたイキレス部族長ブトゥ・キュレゲンの息子で、主に南宋との戦争及び帝位継承戦争で活躍した。
『元史』などの漢文史料では帖里干(tièlǐgān)、『集史』などのペルシア語史料ではدارکی گورکان(dārkai gūrkān)と記される。ダルカイとも表記される。

## 概要
『集史』「コンギラト部族志」にはイキレス部族長ブトゥ・キュレゲンの息子、デレケイがチンギス・カンの娘チャブン(Čabun>jābūn)を娶ってキュレゲン(婿)を名のったことが記されている。また、『元史』巻109表4諸公主表にはブトゥ(孛禿)の息子テムゲン(帖堅干/帖木干)なる人物がチンギス・カン家の女性チャルン(茶倫)を娶ったことが記されており、このテムゲンこそが『集史』の言うデレケイであると考えられる。
『集史』と『元史』はともにブトゥの死後、その地位はブトゥのもう一人の息子フルダイ(ソルカとも)が継いだとするが、フルダイは第2代皇帝オゴデイの治世に亡くなったため、第4代皇帝モンケの治世以後はデレケイがイキレス軍を率いてモンゴル帝国の征服戦争において活躍するようになる。
ブトゥの時代以来、イキレス部はジャライル部・コンギラト部・マングト部・ウルウト部とともに1纏まりの軍団を形成し、「左手の五投下」と総称されていた。第4代皇帝モンケは自らの弟クビライに南宋の征服を命じた際に「左手の五投下」を配下の軍団として与え、ジャライル部当主クルムシ、コンギラト部当主アルチ、ウルウト部当主ケフテイ、マングト部当主モンケ・カルジャ、そしてイキレス部当主デレケイらがそれぞれ配下の軍団を率いて従軍した。
その後、モンケが親征中に急逝すると、クビライとその弟アリク・ブケとの間で帝位継承戦争が勃発することとなった。この内戦において、デレケイら五投下は長く行動をともにしてきたクビライを強く支持し、戦闘においても主力として活躍した。帝位継承戦争中の最大の激戦となったシムルトゥ・ノールの戦いにおいてもデレケイらの率いる五投下の軍勢が参加していたことが『集史』「クビライ・カアン紀」に記されている。
以上の功績を踏まえ、デレケイ・キュレゲンは『五族譜』の「モンケ・カーンの御家人一覧」及び「クビライ・カーンの御家人一覧」に名前が挙げられている。また、デレケイの息子ブカ(孛花)とその弟ソゲドゥはそれぞれクビライの娘ウルウジン公主とルルカン公主を娶ったことが『元史』に記されている。

## イキレス駙馬王家
- ノクズ（Nokuz ＞捏群/niēqún,نکوز/nukūz）
  - 昌忠武王ブトゥ・キュレゲン（Butu Küregen ＞孛禿/bótū,بوتو گورکان/būtū gūrkān）
    - 昌武定王フルダイ・キュレゲン（Huldai Küregen ＞鎖児哈/suŏérhā,هواودای گورکان/hūldāī gūrkān）
      - 忠靖王ジャクルチン（J̌aqurčin Küregen ＞札忽児臣/zhāhūérchén）
        - ユレクテイ（Yürektei ＞月列台/yuèliètái）
          - トベテイ（Töbetei ＞脱別台/tuōbiétái）

        - 昌忠宣王クリル（Quril Küregen ＞忽憐/hūlián）
          - 昌王アシク（Ašiq Küregen ＞阿失/āshī）
            - 昌王バラシリ（Balaširi Küregen ＞八剌失里/bālàshīlǐ）
              - 昌王シーラップ・ドルジ（Širap Dorǰi Küregen ＞沙藍朶児/shālánduŏér）

      - クトクタイ・カトン（Qutuqtai Qatun ＞明里忽都魯/mínglǐhūdōulŭ,قوتوقتای خاتون/qūtūqtāī khātūn）

    - デレケイ・キュレゲン（Derekei Küregen ＞帖里干/tièlǐgān,دارکی گورکان/dārkai gūrkān）
      - ブカ（Buqa ＞孛花/bóhuā）
      - ソゲドゥ（Sögedü ＞唆哥都/suōgēdōu）
        - ブリルギデイ（Bürilgidei ＞卜里吉歹/bǔlǐjídǎi）

## 昌国公主
1. 昌国大長公主テムルン(Temülün ＞帖木倫/tièmùlún)…イェスゲイ・バートルの娘で、昌忠武王ブトゥに嫁ぐ
2. 昌国大長公主コアジン・ベキ(Qoačin begi ＞火臣別吉/huŏchénbiéjí,فوجین بیکی/fūjīn bīkī)…チンギス・カンの娘で、テムルンの死後その地位を継いでブトゥに嫁ぐ
3. 昌国大長公主イキレス(Ikires ＞亦乞列思/yìqǐlièsī)…ブトゥの息子デレケイに嫁ぐ
4. 昌国大長公主チャブン(Čabun ＞茶倫/chálún,جابون/jābūn)…チンギス・カンの娘で、イキレスの死後その地位を継いでデレケイに嫁ぐ
5. 昌国大長公主アルトゥン(Altun ＞安禿/āntū)…オゴデイの息子クチュの娘で、ブトゥの息子昌武定王フルダイに嫁ぐ
6. ウルウジン公主(Yesünǰin ＞吾魯真/wúlŭzhēn)…クビライの娘で、デレケイの息子ブカに嫁ぐ
7. 昌国大長公主イェスンジン(Yesünüǰin ＞也孫真/yĕsūnzhēn)…オゴデイの息子クチュの娘で、ブトゥの息子昌武定王フルダイに嫁ぐ
8. ルルカン公主(Luluqan ＞魯魯罕/lŭlŭhǎn)…デレケイの息子ソゲドゥに嫁ぐ
9. ルルン公主(Lulun ＞魯倫/lŭlún)…ルルカンの死後、その地位を継いでデレケイの息子ソゲドゥに嫁ぐ
10. 昌国大長公主バヤルン/(Bayalun ＞伯雅倫/bǎiyǎlún)…モンケ・カーンの娘で、ジャクルチンの息子昌忠宣王クリルに嫁ぐ
11. 昌国大長公主ブラルキ/(Bulargi ＞卜蘭奚/bŭlánxī)…バヤルンの死後、その地位を継いで昌忠宣王クリルに嫁ぐ
12. ブヤンケルミシュ公主(Buyankelmiš ＞普顔可里美思/pŭyánkĕlǐmĕisī)…ソゲドゥの息子ブリルギデイに嫁ぐ
13. 昌国大長公主イリク・カヤ(Ilig qaya ＞益里海涯/yìlǐhǎiyá)…テムル・カーンの娘で、クリルの息子昌王アシクに嫁ぐ
14. 昌国大長公主マイディ(Maidi ＞買的/mǎide)…モンケ・カーンの孫娘で、イリク・カヤの死後にその地位を継いで昌王アシクに嫁ぐ
15. 昌国大長公主エル・カヤ(El qaya  ＞烟合牙/yānhéyá)…アシクの息子昌王バラシリに嫁ぐ
16. 昌国大長公主ウルク(Ürük ＞月魯/yuèlŭ)…バラシリの息子昌王シーラップ・ドルジに嫁ぐ
17. ヌウルン公主(Nu'ulun ＞奴兀倫/núwùlún)…クリルの弟ソロンガに嫁ぐ